# FC Unirea Alba Iulia
FC Unirea Alba Iulia byl rumunský fotbalový klub sídlící ve městě Alba Iulia. Byl založen v roce 1924, zanikl v roce 2013.

## Úspěchy
- Liga II ( 2x )
  - 2002/03, 2008/09
- Liga III ( 3x )
  - 1978/79, 1983/84, 1987/88

## Trenéři
- Octavian Cojocaru
- Ioan Ilie
- Gheorghe Borugă
- Alin Artimon
- Gheorghe Mulțescu
- Marcel Rusu
- Stelian Gherman
- Adrian Falub
- Blaz Sliskovic
- Alexandru Pelici
- Aurel Şunda
- Octavian Grigore